# Dráchov
Dráchov (en allemand : Drachau) est une commune du district de Tábor, dans la région de Bohême-du-Sud, en République tchèque. Sa population s'élevait à 241 habitants en 2020.

## Géographie
Dráchov se trouve à 4 km au sud-sud-est de Soběslav, à 21 km au sud-sud-est de Tábor, à 33 km au nord-nord-est de České Budějovice et à 97 km au sud-sud-est de Prague.
La commune est limitée par Vesce au nord, par Soběslav et Řípec à l'est, par Žíšov au sud, et par Borkovice à l'ouest.

## Histoire
La première mention écrite du village date de 1353.